# Suicide Commando
Suicide Commando [ˈsuəˌsaɪd kəˈmændoʊ] est un groupe belge d'électro-industriel, originaire de Bourg-Léopold, en Région flamande. Il traite de thèmes comme la violence et notamment le suicide.

## Histoire

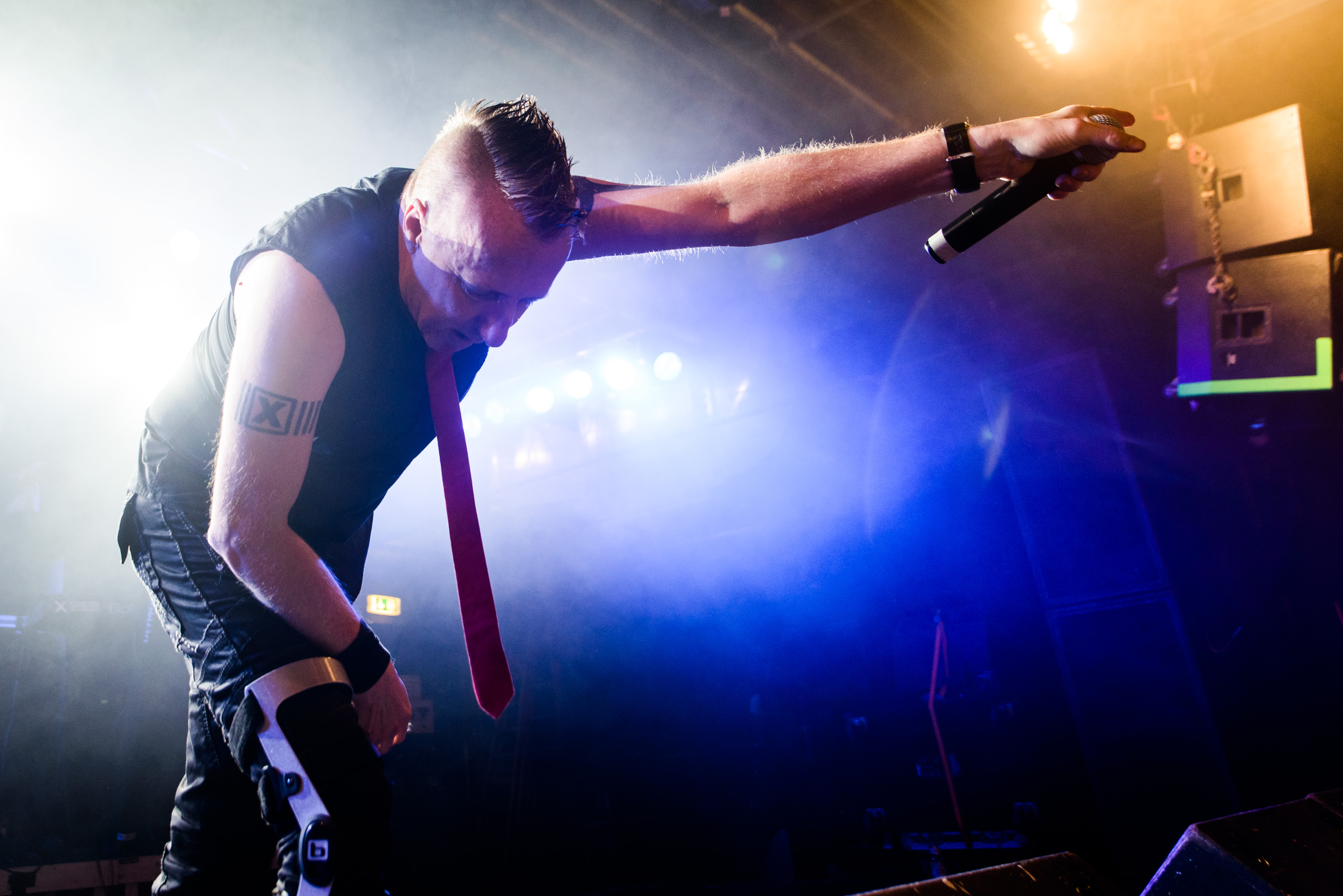
Suicide Commando en 2015.

Formé en 1986 par Johan Van Roy, ce groupe unipersonnel belge gravitera dans un univers très underground pendant près de huit ans avant de sortir du lot et d'être remarqué comme un artiste incontournable de la scène électro-industriel. Pendant ces huit années, Johan sortira neuf cassettes démos, participera à quelques compilations, mais surtout, il fera ses premiers pas en studio pour sortir Critical Stage sur le label allemand OffBeat.
Une fois la machine lancée[Quoi ?], Suicide Commando s'approche progressivement de la reconnaissance en sortant son deuxième opus en 1995, puis fête ses dix ans en 1996 avant de se produire au prestigieux Zillo Festival en Allemagne devant plusieurs milliers de personnes.
En 1998, Johan entame une tournée européenne aux côtés de Velvet Acid Christ, c'est la consécration. Suicide Commando continue sur sa lancée, sortant plusieurs CD par an, dont certains feront figure de références incontournables. Il signe un accord avec un label nord Américain et s'investit dans de nombreux concerts (aux côtés de Tactical Sekt, Interlace, etc.) et festivals sans négliger de passer du temps en studio pour préparer ses créations, maintenant exportées dans le monde entier.
2006 vit la sortie de Axis of Evil, élu album de l'année (2003) par le Deutsche Alternative Charts (DAC). En 2006, Suicide Commando revient avec l'album Bind, Torture, Kill, qui est précédé du single Godsend + Menschenfresser. Godsend + Menschenfresser atteint la deuxième place du DAC Singles charts, tandis que l'album atteint la première place du DAC, se classe huitième du DAC Top Albums of 2006.
En 2007, un an après le 20e anniversaire du groupe, sort le coffret X20 comprenant 3 CD (un CD de remix, un CD best-of et l'EP Fuck You Bitch) et le tout premier DVD live de Suicide Commando. En 2009, Suicide Commando signe un contrat avec le label allemand Out of Line. La première sortie sur Out of Line est le 7" Severed Head/Until We Die, suivi peu après par un nouvel EP intitulé Die Motherfucker Die qui atteint une fois de plus la première place du classement alternatif allemand. En 2010, Suicide Commando sort l'album Implements of Hell sur Out of Line en trois éditions différentes, et une fois de plus sous licence aux États-Unis par Metropolis Records.
En 2011, Suicide Commando réédite ses trois premiers albums studio sous le titre The Suicide Sessions, un coffret spécial limité de six CD comprenant des versions remasterisées de ses trois premiers albums Critical Stage, Stored Images et Construct-Destruct, ainsi que trois disques contenant de nombreux bonus et des chansons inédites. Un an plus tard, van Roy revient avec Attention Whore, le premier single de l'album When Evil Speaks, qui sort en 2013. Fin 2013, Unterwelt sort en tant que deuxième single de l'album When Evil Speaks.
En 2015, Suicide Commando revient avec The Pain that You Like (avec Jean-Luc de Meyer de Front 242 en tant que chanteur invité) en tant que premier single de l'album Forest of the Impaled (2017).
En 2022, le groupe revient avec la sortie de l'album Goddestruktor,,.

## Style musical
Ce groupe fait partie des noms qui se distinguent chez les amateurs d'electro, industriel et EBM. Ce style musical est proche de Wumpscut, Hocico, Grendel, Combichrist, Agonoize et God Module notamment.

## Discographie

### Albums studio
- 1994 : Critical Stage
- 1995 : Stored Images
- 1996 :  Contamination
- 1998 : Construct-Destruct
- 1998 : Re-construction
- 1999 : Chromdioxyde
- 2000 : Mindstrip
- 2002 : Anthology
- 2003 : Axis of Evil
- 2006 : Bind Torture Kill
- 2007 : X.20 (1986-2006) (coffret compilation)
- 2010 : Implements of Hell
- 2013 : When evil speaks
- 2017 : Forest of the Impaled
- 2022 : Goddestruktor

### Singles et EP
- 2000 : Comatose Delusion
- 2000 : Hellraiser
- 2000 : Love Breeds Suicide
- 2003 : Face of Death
- 2004 : Cause of Death:Suicide
- 2004 : Cause of Death:Suicide / One Nation Under God
- 2005 : Godsend / Menschenfresser
- 2009 : Until We Die / Severed Head
- 2009 : Die Mother*ucker Die
- 2010 : God Is In the Rain
- 2010 : Death Cures All Pain
- 2012 : Attention Whore (limité à 1 000 exemplaires)

### Démos
- 1988 : Suicide Commando
- 1989 : This is Hate
- 1990 : Industrial Rape I
- 1990 : Crap
- 1990 : Go to Hell
- 1991 : Into the Grave
- 1991 : Industrial Rape II
- 1992 : Black Flowers
- 1993 : Electro Convulsion Therapy